# Ан Грейси
Ан Грейси (на английски: Anne Gracie) е австралийска писателка, авторка на произведения в жанра исторически любовен роман.

## Биография и творчество
Ан Грейси е родена в Австралия, в семейство на учители. Заради работата на баща си отраства на различни места по света, включително в Шотландия, Малайзия и Гърция. Завършва английска филология и педагогика. Работи като учител през по-голямата част от живота си.
Първият ѝ роман „Gallant Waif“ е публикуван през 1999 г. Номиниран е за наградата „РИТА“ и печели наградата на читателите.
С приятели и колеги създават музикалната група „Platform Souls“. През 2007 г. е била президент на Австралийската асоциация на писателите на любовни романи.
Ан Грейси живее със семейството си в Мелбърн.

## Произведения

### Самостоятелни романи
- Gallant Waif (1999)
- Tallie's Knight (2000)
- An Honorable Thief (2001)
- How the Sheriff Was Won (2002)

### Серия „Сестрите Мерайдьо“ (Merridew Sisters)
1. The Perfect Rake (2005)
2. The Perfect Waltz (2005)
3. The Perfect Stranger (2006)
4. The Perfect Kiss (2007)

### Серия „Дяволски ездачи“ (Devil Riders)
1. The Stolen Princess (2008)
2. His Captive Lady (2008)
3. To Catch a Bride (2009)
4. The Accidental Wedding (2010)
5. Bride by Mistake (2012)

### Серия „Сестрите Чанс“ (Chance Sisters)
1. The Autumn Bride (2013)
Подарък от съдбата, изд. „Калпазанов“ (2017), прев. Мариана Христова
2. The Winter Bride (2014)
Сватба през зимата, изд. „Калпазанов“ (2017), прев. Мариана Христова
3. The Spring Bride (2015)
Мечтата на Джейн, изд. „Калпазанов“ (2018), прев. Мариана Христова
4. The Summer Bride (2016)

### Серия „Брак по сметка“ (Marriage of Convenience)
1. Marry in Haste (2017)
2. Marry in Scandal (2018)

### Участие в общи серии

#### Серия „Тюдорс“ (Tudors) – с Майкъл Хърст
1. The King, the Queen, and the Mistress (2007)

### Новели
- The Virtuous Widow (2008)